# Hyphydrus intermixtus
Hyphydrus intermixtus är en skalbaggsart som först beskrevs av Walker 1858.  Hyphydrus intermixtus ingår i släktet Hyphydrus och familjen dykare. Inga underarter finns listade i Catalogue of Life.